# Narthecusa nudella
Narthecusa nudella là một loài bướm đêm trong họ Geometridae.